# Sàn đấu huynh đệ (Phim truyền hình TVB)
《Sàn đấu huynh đệ》 (tên tiếng Anh: Fist Fight, tên tiếng Hoa: 兄弟 hay còn gọi là Huynh đệ), là một phim truyền hình hành động năm 2018 được sản xuất bởi đài truyền hình TVB Hong Kong, với sự tham gia diễn xuất của các diễn viên: Vương Hạo Tín, Dương Minh, Ngũ Doãn Long, Giang Gia Mẫn, Chu Thần Lệ, Lưu Dĩnh Tuyền, Thạch Tu, Hứa Gia Kiệt,Tăng Vĩ Quyền, Trần Đình Hân, Lý Thiên Tường, Trương Vũ Hiếu, Tần Hoàng. Biên thẩm Diệp Thiên Thành, giám chế Lâm Chí Hoa.

## Nội dung
Bộ phim là hành trình xoay quanh ba người anh em đã bị thất lạc nhiều năm. Sau cuộc khủng hoảng tài chính năm 1997, gia đình họ dính vào một vụ hãm hại và bị ly gián, 3 anh em mỗi người một nơi. Khi họ lớn lên và đoàn tụ, họ phát hiện ra lý do chia tay gia đình.

## Thời gian phát sóng
| Kênh         | Tại                | phát sóng ngày            | Lịch phát sóng                                       | Ghi chú |
| ------------ | ------------------ | ------------------------- | ---------------------------------------------------- | ------- |
| Youku        | Trung Quốc         | Ngày 12 tháng 11 năm 2018 | tài khoảnVIP từ thứ 2 đến thứ 5 lúc 20:30 thêm 1 tập |         |
| Đài Phỉ Thúy | Hồng Kông / Ma Cao | Ngày 12 tháng 11 năm 2018 | từ thứ 2 đến thứ 5 lúc 20:30                         |         |
| Astro AOD    | Malaysia           | Ngày 12 tháng 11 năm 2018 | từ thứ 2 đến thứ 5 lúc 20:30                         |         |
| HUB戲劇首選  | Singapore          | Ngày 12 tháng 11 năm 2018 | từ thứ 2 đến thứ 5 lúc 20:30                         |         |
| SCTV9        | Việt Nam           | Ngày 12 tháng 11 năm 2018 | từ thứ 2 đến thứ 6 lúc 19:00                         |         |

## Diễn viên

### Nhà họ Trương
| Diễn viên                | Nhân vật        | Mô tả nhân vật |
| ------------------------ | --------------- | --- |
| Trương Vũ Hiếu           | Trương Đại Vinh | Anh Big Big Cựu long đầu xã đoàn /Ông chủ công ty điện ảnh Cha của Trương Thải Dao Cha nuôi của Trương Phi Phàm, bạn tốt của Triệu Bách Niên và Tra Khả Phú |
| Thẩm Khả Hân             | Trương Thải Dao | Yolanda, chị Yo Con gái của Trương Đại Vinh Chị nuôi của Trương Phi Phàm |
| La Tử Long (thơ ấu)      | Trương Phi Phàm | Fever, Cupcake Fever (dành cho Tả Diễm Phân gọi) Người sáng lập tập đoàn Phi Dương/ KOL trứ danh/ Giáo chủ mạng Tên thật: Cao Hạo Minh Sinh năm 1988 Con thứ của Cao Triển Xương em trai Hà Thiết Nam (Cao Hạo Nhiên) anh trai Hạ Thiên Hành (Cao Hạo Khiêm), lúc đầu bất hòa, sau làm lành, nhưng vì Hà Thiết Nam bị bắn chết làm mối quan hệ chuyển biến xấu, cuối cùng biết được hung thủ thật sự là Triển Quốc Phong mà làm lành, tính cách lãnh khốc ít nói, không giỏi biểu đạt tình cảm, thường xuyên đem tình cảm chất chứa trong lòng Con trai của Trương Đại Vinh Chị em kết nghĩa của Tả Diễm Phân Cùng Mã Tư Đình có tình cảm tuyến, sau này trở thành bạn trai Kẻ thù của Tưởng Vạn Kỳ |
| Lâm Tuấn Kỳ (thanh niên) | Trương Phi Phàm | Fever, Cupcake Fever (dành cho Tả Diễm Phân gọi) Người sáng lập tập đoàn Phi Dương/ KOL trứ danh/ Giáo chủ mạng Tên thật: Cao Hạo Minh Sinh năm 1988 Con thứ của Cao Triển Xương em trai Hà Thiết Nam (Cao Hạo Nhiên) anh trai Hạ Thiên Hành (Cao Hạo Khiêm), lúc đầu bất hòa, sau làm lành, nhưng vì Hà Thiết Nam bị bắn chết làm mối quan hệ chuyển biến xấu, cuối cùng biết được hung thủ thật sự là Triển Quốc Phong mà làm lành, tính cách lãnh khốc ít nói, không giỏi biểu đạt tình cảm, thường xuyên đem tình cảm chất chứa trong lòng Con trai của Trương Đại Vinh Chị em kết nghĩa của Tả Diễm Phân Cùng Mã Tư Đình có tình cảm tuyến, sau này trở thành bạn trai Kẻ thù của Tưởng Vạn Kỳ |
| Vương Hạo Tín            | Trương Phi Phàm | Fever, Cupcake Fever (dành cho Tả Diễm Phân gọi) Người sáng lập tập đoàn Phi Dương/ KOL trứ danh/ Giáo chủ mạng Tên thật: Cao Hạo Minh Sinh năm 1988 Con thứ của Cao Triển Xương em trai Hà Thiết Nam (Cao Hạo Nhiên) anh trai Hạ Thiên Hành (Cao Hạo Khiêm), lúc đầu bất hòa, sau làm lành, nhưng vì Hà Thiết Nam bị bắn chết làm mối quan hệ chuyển biến xấu, cuối cùng biết được hung thủ thật sự là Triển Quốc Phong mà làm lành, tính cách lãnh khốc ít nói, không giỏi biểu đạt tình cảm, thường xuyên đem tình cảm chất chứa trong lòng Con trai của Trương Đại Vinh Chị em kết nghĩa của Tả Diễm Phân Cùng Mã Tư Đình có tình cảm tuyến, sau này trở thành bạn trai Kẻ thù của Tưởng Vạn Kỳ |

### Nhà họ Hạ
| Diễn viên     | Nhân vật       | Mô tả nhân vật |
| ------------- | -------------- | --- |
| Lữ San        | Diệp Lệ Phượng | Chị Lệ Ca sĩ Mẹ nuôi của Hà Thiết Nam Bạn tốt của Trần Lai Chi |
| Ngũ Doãn Long | Hà Thiết Nam   | Iron Cảnh sát tổ trọng án, sau từ chức/ Cao thủ Quyền Anh Tên thật: Cao Hạo Nhiên sinh năm 1986 Con nuôi của Diệp Lệ Phượng Con trai của Cao Triển Xương Anh trai của Trương Phi Phàm và Hạ Thiên Hành Giàu tinh thần trọng nghĩa, nhưng tính cách hay nóng và bốc đồng Cùng Dương Thanh Thanh có tình cảm tuyến, sau trở thành bạn trai và thành vợ chồng Cấp dưới của Hoàng Đạt Trung, bất hòa, sau phản bội Ông chủ của Trương Vĩ Đức, Đàm Tử Lương, Lữ Dật Lãng, Khâu Siêu Hồng Nhị đồ đệ của La Anh Kỳ, bị ông ta ghét và giả vờ hòa giải |

### Nhà họ Mã
| Diễn viên       | Nhân vật     | Mô tả nhân vật |
| --------------- | ------------ | --- |
| Lương Thuần Yến | Tả Diễm Phân | Diana Mẹ của Mã Trác Kiệt Bà nội của Mã Tư Đình, cùng sống nương tựa lẫn nhau Bị bệnh thoái hóa não, cho rằng mình là phú bà, cũng bởi vậy lúc tỉnh lúc thì hồ đồ Bạn tốt của Trương Phi Phàm |
|                 | Mã Trác Kiệt | Người con trai đã mất của Tả Diễm Phân Cha của Mã Tư Đình Năm trước cùng Tưởng Vạn Kỳ hợp tác làm ăn rồi bị hãm hại, phải cùng vợ nhảy lầu tự sát |
| Giang Gia Mẫn   | Mã Tư Đình   | Sitting, Trung Đồng (dành cho Trương Phi Phàm gọi) Sinh năm 1994 Vệ sĩ Uy Tín, sau làm Vệ sĩ tư nhân của Trương Phi Phàm Mất nhà cửa do khủng hoảng tài chính Tuy tham tiền nhưng làm việc đúng chừng mực, vì muốn chăm sóc bà mà nỗ lực làm việc chăm chỉ Con gái của Mã Trác Kiệt Cháu gái của Tả Diễm Phân, sống nương tựa lẫn nhau Có mối quan hệ tình cảm với Trương Phi Phàm, sau này thành bạn gái Kẻ thù của Tưởng Vạn Kỳ Chị em tốt của Dương Thanh Thanh và Trần Linh |

### Nhà họ Trần
| Diễn viên      | Nhân vật  | Mô tả nhân vật |
| -------------- | --------- | --- |
| Tăng Vĩ Quyền  | Trần Lai  | Chú Lai Ông chủ hàng thịt/ Người làm tài liệu giả Tên thật: Trần Ba Cha của Trần Linh Bạn tốt của Diệp Lệ Phượng Ban đầu không ủng hộ con gái làm võ sĩ, nhưng sau nhìn thấy quyết tâm của cô ấy nên quyết định hỗ trợ cô |
| Trần Ti Dĩnh   | Trần Linh | Zero Nữ võ sĩ quyền anh/ Huấn luyện Viên Con gái của Trần Lai Có mối quan hệ tình cảm với Hạ Thiên Hành, từng được anh yêu thầm, sau thành bạn gái Chị em tốt của Thanh Thanh và Mã Tư Đình Yêu thầm Hà Thiết Nam, sau từ bỏ Ước mơ được trở thành một võ sĩ quyền anh, từ khi còn nhỏ đã thấy đấm bốc và muốn trở nên mạnh mẽ hơn |
| Lưu Dĩnh Tuyền | Trần Linh | Zero Nữ võ sĩ quyền anh/ Huấn luyện Viên Con gái của Trần Lai Có mối quan hệ tình cảm với Hạ Thiên Hành, từng được anh yêu thầm, sau thành bạn gái Chị em tốt của Thanh Thanh và Mã Tư Đình Yêu thầm Hà Thiết Nam, sau từ bỏ Ước mơ được trở thành một võ sĩ quyền anh, từ khi còn nhỏ đã thấy đấm bốc và muốn trở nên mạnh mẽ hơn |

### Công ty bảo an quốc tế Uy Tín
| Diễn viên                    | Nhân vật         | Mô tả nhân vật |
| ---------------------------- | ---------------- | --- |
| Trịnh Tử Thành               | Triển Quốc Phong | Raymond, sếp Triển Giám đốc điều hành Sếp của Hạ Thiên Hành |
| Lương Ngạn Tông (thiếu niên) | Hạ Thiên Hành    | Leo Cựu đặc vụ M9 Anh Quốc/ Chủ quản vệ sĩ tư nhân Uy Tín/ Cao thủ bắn súng Lớn lên ở Anh, bề ngoài tuy lãnh khốc vô tình, thật ra là ngoài lạnh trong nóng Tên thật: Cao Hạo Khiêm Sinh năm 1990 Con trai út của Cao Triển Xương Con nuôi của Âu Dương Liệt, rất ghét và ngược đãi anh Em trai của Hà Thiết Nam và Trương Phi Phàm Ban đầu bất hòa với Trương Phi Phàm, sau đó làm lành, nhưng vì cái chết của Thiết Nam, mối quan hệ chuyển biến xấu, cuối cùng biết được hung thủ là Triển Quốc Phong mà làm hòa Yêu thầm Trần Linh và có mối quan hệ tình cảm với cô, trở thành bạn trai Chiến hữu của Lữ Tuệ Băng và Thạch Đông Thăng Nhiều năm qua điều tra thân thế của chính mình |
| Dương Minh                   | Hạ Thiên Hành    | Leo Cựu đặc vụ M9 Anh Quốc/ Chủ quản vệ sĩ tư nhân Uy Tín/ Cao thủ bắn súng Lớn lên ở Anh, bề ngoài tuy lãnh khốc vô tình, thật ra là ngoài lạnh trong nóng Tên thật: Cao Hạo Khiêm Sinh năm 1990 Con trai út của Cao Triển Xương Con nuôi của Âu Dương Liệt, rất ghét và ngược đãi anh Em trai của Hà Thiết Nam và Trương Phi Phàm Ban đầu bất hòa với Trương Phi Phàm, sau đó làm lành, nhưng vì cái chết của Thiết Nam, mối quan hệ chuyển biến xấu, cuối cùng biết được hung thủ là Triển Quốc Phong mà làm hòa Yêu thầm Trần Linh và có mối quan hệ tình cảm với cô, trở thành bạn trai Chiến hữu của Lữ Tuệ Băng và Thạch Đông Thăng Nhiều năm qua điều tra thân thế của chính mình |
| Trần Đình Hân                | Lữ Tuệ Băng      | Olivia, Oli, chị Oli Cựu đặc vụ M9 Anh Quốc/ Phó chủ quản vệ sĩ tư nhân Bạn tốt kiêm trợ thủ của Hạ Thiên Hành và cũng yêu thầm anh Khi ở Anh, từng hỗ trợ M9 phá đảo Huynh đệ Cách Lôi nhưng không được công nhận, bị kết án từ 1 năm, được tha sau đó lựa chọn theo Hạ Thiên Hành làm vệ sĩ tư nhân |
| Hà Quân Thành                | Thạch Đông Thăng | Stone, anh Stone Phó chủ quản vệ sĩ tư nhân/ Nội gián của Tác Luân Con trai của vệ sĩ Bàng Sĩ Giai |
| Giang Gia Mẫn                | Mã Tư Đình       | Sitting Bảo an, sau thành Vệ sĩ tư nhân |
| Ngũ Doãn Long                | Hà Thiết Nam     | Iron Vệ sĩ tư nhân (từ tập 10) |
| Trần Chí Kiện                | Lý Tử Cần        | Vệ sĩ/ Trưởng nhóm bảo vệ chủ chốt Thủ hạ của Triển Quốc Phong |
| Trần Quốc Phong              | Thái Bách Kiện   | Vệ sĩ Thủ hạ của Triển Quốc Phong |
| Diêu Hoành Viễn              | Trần Dịch Văn    | Vệ sĩ |
| Bành Kỷ Ngạn                 | Mạc Thành Vũ     | Vệ sĩ |
| Lư Vĩ Văn                    | Triệu Lập Minh   | Vệ sĩ |
| Lâm Hựu Kiều                 | Trần Kiện Lạc    | Vệ sĩ |
| Dư Ứng Đồng                  | Quảng Gia Hi     | Vệ sĩ |
| Phương Thiệu Thông           | Lý Chính Đông    | Bảo an |
| Lý Gia Tấn                   | Ngụy Mãn Hoa     | Simon Bảo an |
| Chu Tử Doanh                 | Tiêu Thúy Lâm    | Bảo an |
| Triệu Bích Du                | Lưu Thiến Nhi    | Bảo an |
| La Hân Linh                  | Tăng Lệ Nhàn     | Bảo an |
| Thẩm Ái Lâm                  |                  | Nhân viên tiếp tân |
| Ngô Tử Hướng                 |                  | Nhân viên Uy Tín (tập 9) |
| Trâu Triệu Đình              |                  | Vệ sĩ mới của Uy Tín (tập 9) |
| Trình Hạo Tuấn               |                  | Vệ sĩ mới của Uy Tín (tập 9) |